# Horní Planá (stacja kolejowa)
Horní Planá – stacja kolejowa w miejscowości Horní Planá, w kraju południowoczeskim, w Czechach. Znajduje się na linii 194 Czeskie Budziejowice – Černý Kříž, na wysokości 735 m n.p.m..  

## Linie kolejowe
- 194: Czeskie Budziejowice – Černý Kříž